# Volleyball (videogioco)
Volleyball (バレーボール?, Barēbōru) è un videogioco sportivo basato sulla pallavolo, pubblicato nel 1986 da Nintendo per Famicom Disk System. L'anno seguente il gioco venne commercializzato negli Stati Uniti d'America e in Europa per Nintendo Entertainment System. Il gioco è stato distribuito per Wii e Wii U tramite Virtual Console.

## Modalità di gioco
Volleyball presenta la possibilità di controllare sia squadre maschili che femminili in modalità giocatore singolo o in multigiocatore. Le nazionali presenti sono le seguenti:
- Stati Uniti
- Unione Sovietica
- Cina
- Cuba
- Giappone
- Brasile
- Corea del Sud
- Tunisia

## Colonna sonora
Il tema musicale che accompagna la schermata del titolo viene da un altro titolo sportivo Nintendo (Baseball del 1983), qui portato in una versione leggermente alterata.